# Illuminati (Album)
Illuminati ist eine EP des Rappers Prinz Pi. Es wurde am 23. März 2010 über Pis eigenes Label Keine Liebe Records veröffentlicht. Sie erschien zum Überbrücken der Zeit zwischen der Teenage Mutant Horror Show 2 und dem im Januar 2011 erschienenen Album Rebell ohne Grund. Die EP ist limitiert und in Verbindung mit einem Filipe Oliveira Shirt erhältlich. Sie ist exklusiv im Prinz-Pi-Online-Shop erhältlich.

## Wissenswertes
Das Album trägt den Beinamen Epos Posterior, was so viel wie die spätere Erzählung bedeuten soll, aber auch die Abkürzung EP erklären soll, die trotz der 13 Songs und 52 Minuten Laufzeit gewählt wurde. Die EP beschäftigt sich vor allem mit Verschwörungstheorien. Die drei Bonuslieder (Track 11–13) heben sich im Stil wesentlich von den anderen ab, da es sich um Partytracks handelt.
Die Tracks Illuminati Reflux und Illuminati Res Medias sind Remixe von dem Track Illuminati vom Album Teenage Mutant Horror Show 2. „Reflux“ bedeutet Rückfluss auf Lateinisch und „Res Medias“ kommt von der lateinischen Phrase in medias res, die Mitten in die Dinge bedeutet.
Die Produktion wurde größtenteils von den Royals übernommen, wobei Pi an einem Track mitgearbeitet und einen selbst produziert hat. Auf der Platte gibt es Gastauftritte von Justus Jonas, MC Basstard, Casper, Grzegorz, Jonarama & E-Rich. Das letzte Lied ist ein Track von 333SDK, der Kollabo mit Jonarama.

## Rezension
Auf www.rappers.in wurden die an Illuminati gestellten Erwartungen als „im Großen und Ganzen erfüllt“ bezeichnet. Kritisiert wurde die fehlende „kreative Weiterentwicklung“ seit dem letzten Album. Die Wertung war vier von sechs möglichen Punkten.

## Illustration

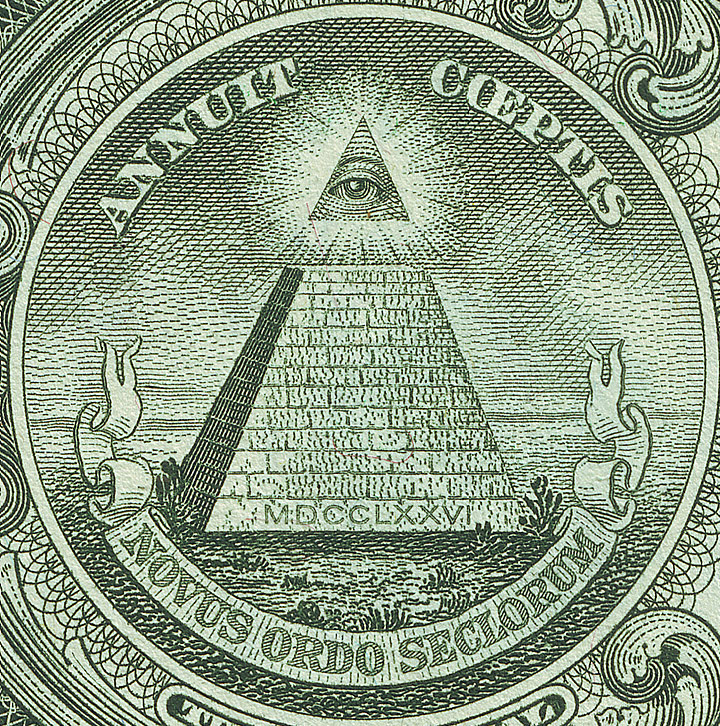
Rückseite des Großen Siegels der Vereinigten Staaten auf der Rückseite der Ein-Dollar-Note

Das Cover wurde von Prinz Pi persönlich gestaltet. Auf dem Cover ist eine Pyramide zu sehen. An der Spitze der Pyramide ist das Nasenbein des Künstlers mit seinen Augen links und rechts davon. Ambigramme sind der Stern mit acht Zacken um das allsehende Auge (22,5° aufgerundet 23), der Ring mit den Verzierungen um die Pyramide (180°) und das 333SDK-Symbol auf der Stirn (120°).
An den Seiten ist jeweils ein Satz auf Latein. Links: In hoc signo vinces (lateinische Redewendung) zu deutsch In diesem Zeichen wirst du siegen. Rechts: Homo homini lupus (Abkürzung eines Zitats von Plautus) zu deutsch Der Mensch ist des Menschen Wolf. Unten: Oderint dum metuant (Zitat von Lucius Accius / Motto von Caligula) zu deutsch Sie sollen mich ruhig hassen, solange sie mich nur fürchten.
An der Basis der Pyramide ist in Großbuchstaben der Albumtitel aufgespalten. Auf der einen Seite steht ILLUM und INATI auf der anderen.